# آکرای بلونا
آکرای بلونا (نام علمی: Acraea bellona) نام یک گونه از تیره فرچه‌پایان است. این گونه در آنگولا یافت می‌شود.